# Lercara Friddi
Lercara Friddi är en by och kommun i storstadsregionen Palermo, innan 2015 i provinsen Palermo, på Sicilien som omfattar 37 km² och hade 6 764 invånare (2017).
Lercara Friddi gränsar till kommunerna Castronovo di Sicilia, Prizzi, Roccapalumba och Vicari.
Utanför Italien i allmänhet endast känd som födelseort för Charles 'Lucky' Luciano och Frank Sinatras far Antonio.